# Touch Me (canción de The Doors)
«Touch Me» es una canción de la banda norteamericana The Doors, primer sencillo del álbum de estudio The Soft Parade, cuya cara B fue «Wild Child». 
Fue escrita por Robby Krieger, y el famoso riff está influenciado por la banda The Four Seasons en su tema llamado «C'mon Marianne». 
La gran característica de esta canción es su llamativa utilización de instrumentos de cuerda y de bronce para acentuar la voz de Jim Morrison (donde se incluye un poderoso solo ofrecido por el saxofonista Curtis Amy), lo que significó el implemento de saxofón a lo largo del disco logrando así una de las canciones más populares de The Doors.
El sencillo fue lanzado en diciembre de 1968 y alcanzó el # 3 en Billboard Hot 100 y # 1 en el Cashbox Top 100 a principios de 1969.
Como dato curioso, este tema iba a llamarse «Hit Me», pero Jim Morrison decidió que "Touch Me" era un nombre más correcto.

## Interpretaciones en vivo
«Touch me» fue parte de una de las más famosas apariciones en televisión de The Doors, esto fue en el programa Smothers Brothers Comedy Hour, donde además tocaron el lado B del sencillo llamado «Wild Child».
Durante la interpretación, Jim Morrison se olvidó de cantar el famoso estribillo «C'mon, c'mon» cuando se repite, y se puede ver al guitarrista Robby Krieger con un ojo morado, que ha tenido varias explicaciones, como una pelea con Morrison o que se debió a un accidente en su auto días atrás.
Dato: Al final de la canción, se puede escuchar a Morrison diciendo «Stronger than dirt, (algo así como 'Más fuerte que la suciedad'»), que fue el eslogan de la empresa de limpieza Ajax, puesto que esos tres acordes finales eran de un comercial de esa marca. Tiempo después la empresa quería usar el tema «Light my Fire» para un comercial pero Jim Morrison se opuso y frustró el proyecto.

## Otras versiones
En el álbum tributo a The Doors Stoned Immaculate: The Music of The Doors, el vocalista de The Cult, Ian Astbury, cantó un cover de este tema.